# 东京宪章
《远东国际军事法庭宪章》（英語：International Military Tribunal for the Far East Charter），通稱《东京宪章》，是盟军駐日最高總司令道格拉斯-麦克阿瑟将军于1946年1月19日日本東京颁布之憲章，规定东京审判及法律程序。
《东京宪章》以德國紐倫堡審判依據《纽伦堡宪章》为蓝本，规定可審判日本人于二戰所犯三类罪行：破坏和平罪、战争罪及反人类罪。据該憲章第6條规定，即使以自身擔任公职，或根据政府、上级命令行事，並不能作为辩护理由。如果審判庭認爲有司法上的必要性，可適當輕判。同纽伦堡审判一样，東京審判比較接近一般法律體系中的大陸法而非海洋法；即由盟國11位法官审判，而非交由陪審團定罪。被判有罪者如若不服可向日本盟總委员会提出上訴，並保有提出證據及盤問證人為自身辯護之權力。與紐倫堡憲章的不同之處在於《東京憲章》並不是同盟國戰前協議的一部分，以及部分日本皇室成員可免因破坏和平罪、战争罪及反人类罪起訴。

## 文獻
1. ↑  M. Cherif Bassiouni. . Wolters Kluwer. July 27, 1999: 32.
2. ↑  .   [2021-12-31]. （原始内容存档于2011-03-05）.